# 倪德伦组织
倪德伦组织（Nederlander Organization），或译尼德兰德组织，是大卫·尼德兰德（David T. Nederlander）1912年建立的一个剧院运营商，目前总部位于纽约市。底特律歌剧院是它运营的第一座剧院，随着组织不断发展壮大，开始收购多家百老汇和美国、英国其他地区的剧院。

## 争议
1993年，奥兰治县博览会委员会（Orange County Fair Board）以1250万美元的价格购买了该组织太平洋露天剧场（Pacific Amphitheatre）40年租约的剩余30年。委员会于1995年对该组织提起诉讼，称该组织在合同中加入了一些条款导致场馆无法使用，从而阻止其与附近的两所剧院竞争。
2014年1月，该组织就违反美国残疾人法一事与纽约市美国检察官办公室达成和解。它同意在三年内对其位于纽约的9家剧院进行改造，并支付45,000美元的罚款。